# Action restreinte (finance)
Pour l’article homonyme, voir Action restreinte.
Une action restreinte est, en économie, un type d'action qui n'est transférable par l'entreprise émettrice à un agent économique que de manière restreinte et conditionnelle. L'agent économique ne peut recevoir l'action que s'il remplit une ou des conditions prédéfinies. Les actions restreintes sont une alternative aux stock options.

## Concept
Une action restreinte est une action qui ne peut être obtenue par son destinataire que sur accomplissement de certains objectifs, ou si des conditions ont été remplies et vérifiées. L'action restreinte est notamment utilisée pour rémunérer des employés d'une entreprise. Le fait que l'agent économique n'ait pas accès à l'action restreinte avant un certain temps l'oblige à accomplir certaines tâches qui débloquent l'accès à l'action.
Lorsqu'un contrat d'action restreinte est signé, l'émetteur s'engage à fournir à un agent économique une action à un moment donné, lorsque des conditions sont remplies. La fiscalité favorable des actions restreintes en a fait, aux États-Unis, un moyen de rémunération populaire.